# Однопёрый скат
Однопёрый скат (лат. Arhynchobatis asperrimus) — вид хрящевых рыб из подсемейства однопёрых скатов, единственный в одноимённом роде (Arhynchobatis). Обитают в юго-западной части Тихого океана. Встречаются на глубине до 1070 м. Их крупные, уплощённые грудные плавники образуют округлый диск со слегка выступающим рылом. Максимальная зарегистрированная длина 75 см. Яйцекладущий вид. Не являются объектом целевого промысла.

## Таксономия

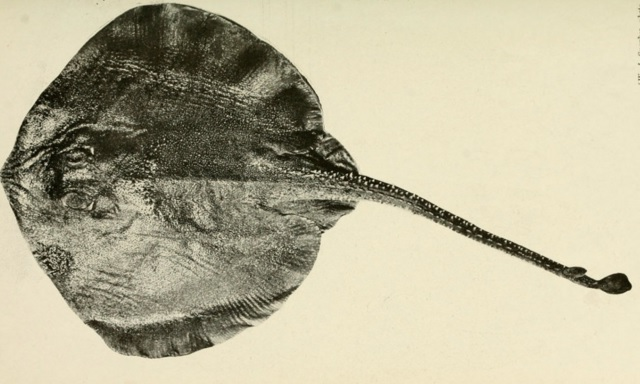
Фотография, сопровождавшая первое научное описание нового вида (1909)

Впервые вид был научно описан в 1909 году. Название рода происходит слов греч. ρύγχος — «рыло», лат. batis — «скат» и отрицательной приставки «a». Видовой эпитет происходит от слова лат. asper — «грубый», «неровный». Голотип представляет собой самку длиной 64 см, пойманную у побережья Новой Зеландии.
Однопёрый скат внешне очень похожи на Bathyraja spinifera, однако, их легко отличить по одному спинному плавнику.

## Ареал
Эти глубоководные скаты являются эндемиками вод Новой Зеландии. Встречаются на внешнем крае континентального шельфа и на верхней части материкового склона глубине от 90 до 1070 м, чаще всего между 200 и 600 м.

## Описание
Широкие и плоские грудные плавники этих скатов образуют округлый диск. На вентральной стороне диска расположены 5 жаберных щелей, ноздри и рот. На тонком хвосте имеются латеральные складки. У этих скатов один спинной плавник и полноценный хвостовой плавник. Кожа покрыта многочисленными шипами. Дорсальная поверхность окрашена в багряно-серый цвет. Максимальная зарегистрированная длина 75 см.

## Биология
Эмбрионы питаются исключительно желтком. Эти скат откладывают по 2 яйца, заключённых в твёрдую роговую капсулу длиной около 10 см с заострёнными и удлинёнными «рожками» на концах. Самцы достигают половой зрелости при длине около 69 см.

## Взаимодействие с человеком
Эти скаты не являются объектом целевого лова. Возможно, они попадаются в качестве прилова при глубоководном тралении. В ареале ведётся незначительный промысел. Данных для оценки Международным союзом охраны природы охранного статуса вида недостаточно.